# Petit Balcon
Le Petit Balcon est un sentier de randonnée de France situé en Haute-Savoie, dans la vallée de Chamonix. Il relie le hameau des Gaillands au parc animalier de Merlet par le bas de l'adret de la tête de Bellachat, de l'aiguillette du Brévent et de la pointe de Lapaz, entre 1 100 et 1 500 mètres d'altitude, au-dessus des hameaux des Bossons et des Montquarts, dans le prolongement du Petit Balcon Sud,.
En amont, entre Planpraz et le parc animalier de Merlet via le Brévent progresse le Grand Balcon.